# Den pí

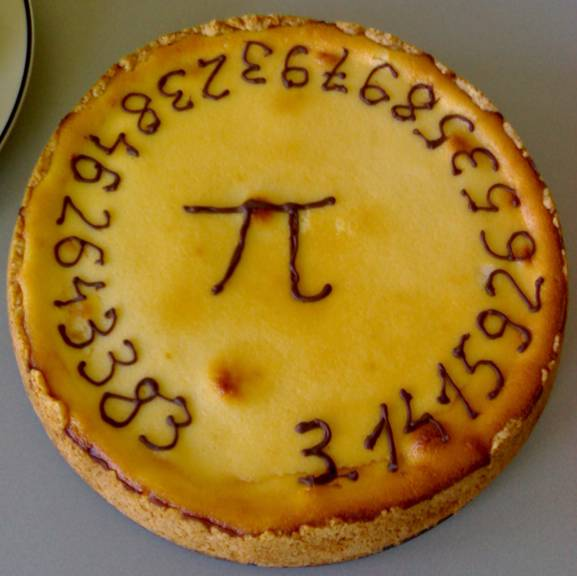
Pí koláč

Den pí se slaví po celém světě každoročně 14. března na počest významné matematické konstanty tradičně značené π a nazývané Ludolfovo číslo. Datum vzniklo použitím prvních tří cifer zápisu π v desítkové soustavě. Tradičně se konzumuje kulatý koláč, jelikož anglické pie a π jsou homofony a π se používá k výpočtu obvodu kruhu.
Podobným svátkem je Den přibližného pí, který se slaví 22. července, neboť π se dá aproximovat racionálním číslem {\displaystyle {\frac {22}{7}}}.